# Allan Linnér
Sture Allan Linnér, född 3 april 1946, är en svensk psykolog.
Allan Linnér är son till kännaren av grekisk kultur Sture Linnér och grekinnan Clio Tambakopoulou (1916–2005). Han utbildade sig till legitimerad psykolog och psykoterapeut. Han har bland annat arbetat 16 år vid Barn- och ungdomspsykiatrin (BUP) i Hallunda i Botkyrka kommun.
Allan Linnér var mellan 2012 och 3 januari 2019 programledare för Sveriges Radio P1:s program Radiopsykologen.
Han är gift och har två barn.